# Composizioni di Germaine Tailleferre

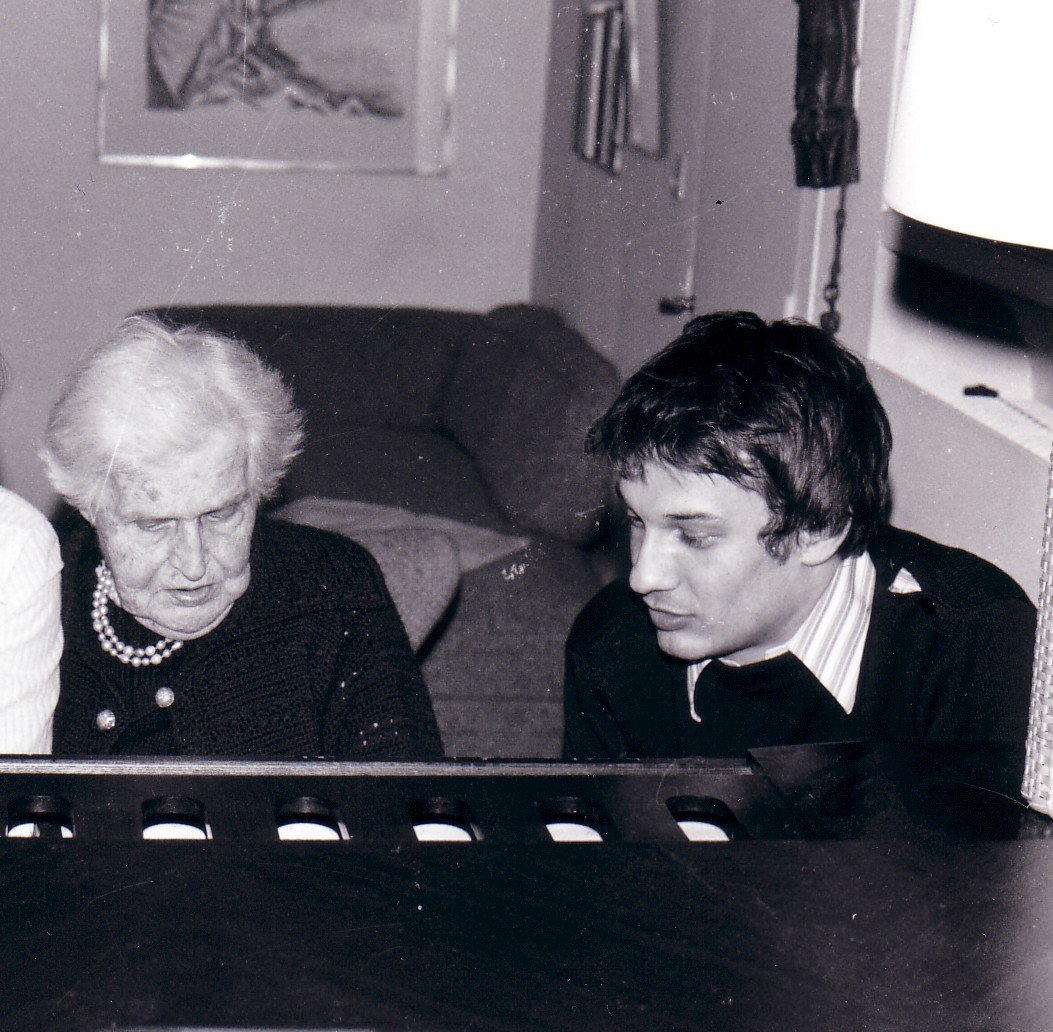
A sinistra, Tailleferre.

Lista delle composizioni di Germaine Tailleferre (1892-1983), ordinate per genere.

## Cataloghi
I sei cataloghi delle opere della Tailleferre editi attualmente non concordano né nel numero, né nei titoli.
La lista che segue utilizza Tre fonti principali:
1. Il catalogo delle opere depositate alla SACEM[1] dalla stessa compositrice;
2. Opere la cui identificazione è facile e facilmente verificabile (come le musiche da film, di televisione e di radiodiffusione, verificabili negli archivi della INA Institut national de l'audiovisuel o della BNF);
3. Il catalogo "A Centenary Appraisal" del musicologo Robert Orledge (Muziek & Wetenshap, 1992), con una descrizione completa e rigorosa di tutti i manoscritti che egli ha esaminato (localizzazione, numero di pagine, formato, etc)

È molto probabile che esistano più opere, ma sarà necessario provarne con certezza l'esistenza prima di inserirle nella lista.

### Musica teatrale

#### Opere liriche
- 1931: Zoulaïna, opera comica su un testo di Charles Hirsch.
- 1937: Le marin du Bolivar (H. Jeanson) (Paris Exhibition, 1937)
- 1950: Dolorès (operetta) (Paris, Opéra-Comique, 1950)
- 1951:
  - Parfums (Hirsch and J. Bouchor) (Monte Carlo, Opéra, 11 aprile 1951), comédie musicale.
  - Il était un petit navire, opera comica su un testo di Henri Jeanson (Paris, Opéra-Comique, 9 marzo 1951).
- 1951-54: La Bohème éternelle, musica da teatro.
- 1955: Du style galant au style méchant, quattro opéras de poche (Le Bel Ambitieux, La Fille d'opéra, Monsieur Petitpois achète un château, La Pauvre Eugénie) (Centore) (RTF, 28 dicembre 1955).
- 1957: La Petite Sirène, opera (su un testo di Philippe Soupault da H.C. Andersen) (RTF, 27 dicembre 1960).
- 1959: Le Maître, opera da camera (da un testo di Eugène Ionesco) (RTF, 12 luglio 1960).

#### Balletti
- 1921: Les Mariés de la Tour Eiffel (Valse des dépêches e Quadrille) (J. Cocteau), opera collettiva del Gruppo dei Sei, per orchestra.
- 1923: Le Marchand d'Oiseaux (H. Pérdriat) (Paris, Champs-Elysées, 25 maggio 1923) Balletto per orchestra.
- 1949: Quadrille, Balletto per orchestra.
- 1948: Paris-Magie, Balletto per orchestra o due pianoforti.
- 1953: Parisiana (Laudes) (Copenaghen Opera, 1953), Balletto per orchestra.

### Musica orchestrale
- 1917: Jeux de plein air, per due pianoforti o orchestra.
- 1920: Morceau symphonique (après Ballade), per pianoforte e orchestra.

Ballade, per pianoforte e orchestra;
- 1923: Concerto no 1 per pianoforte e orchestra'.
- 1927: Concertino per arpa e orchestra.

Sous le rempart d'Athènes, per orchestra;
- 1929: La Nouvelle Cythère, per due pianoforti o orchestra.
- 1930: Fleurs de France, per pianoforte o orchestra di archi.

Ouverture [orig. per Zoulaina], per orchestra (rev. 1932).
- 1934: Concerto grosso per due pianoforti, otto voci soliste, quartetto di sassofoni e orchestra.
- 1935: Divertissement dans le style Louis Quinze [from incid. music to Madame Quinze], per orchestra.
- 1937: Concerto per violino e orchestra.
- 1942: Tre Études per pianoforte e orchestra.
- 1949: Paysages de France, suite per orchestra.
- 1951: Concerto no 2 per pianoforte e orchestra.
- 1952: Sarabande de La Guirlande de Campra, per orchestra.
- 1952: Concertino per flauto, pianoforte e orchestra à archi.
- 1954: fuga per orchestra.
- 1956: Concerto des vaines paroles, per baritono, pianoforte e orchestra (su un testo di Jean Tardieu).
- 1957: Petite Suite per orchestra.
- 1962: Partita per oboe, clarinetto, fagotto e archi.
- 1964?           Concerto per due chitarre e orchestra.
- 1969: Angoisse, per orchestra da camera (miniature pieces from TV film Anatole, 1966).

Amertume, per flauto, oboe, clarinetto, corno, arpa e archi (brevi pezzi dal film per la televisione Anatole, 1966).
Entonnement, per oboe, arpa, pinaoforte e archi (brevi pezzi dal film per la televisione Anatole, 1966).
Jacasseries, per flauto, oboe, clarinetto, violoncello, arpa e archi (brevi pezzi dal film per la televisione Anatole, 1966).
- 1974-75: Sinfonietta per tromba, timpani e archi.
- 1976: Corale e fuga per orchestra d'harmonie (orchestrazione Paul Wehage).

Marche per orchestra d'harmonie (orchestrazione Désiré Dondeyne).
- 1977: Suite divertimento, per pianoforte o orchestra d'harmonie.
- 1979: Corale e variazioni per due pianoforti o orchestra.
- 1981: Concerto de la fidelité, per soprano e orchestra.

### Musica da camera
- 1912: Fantaisie sur un thème de G. Cassade, per quintetto con pianoforte.
- 1917-19: Quartetto d'archi.
- 1917: Calme e sans lenteur, per violino, violoncello e pianoforte.
- 1918: Image, per flauto, pianoforte, pianoforte e archi.
- 1925: Mon Cousin de Cayenne, per ensemble.
- 1939: Prélude e fuga, per organo, con tromba e trombone, ad lib..
- 1952: Sicilienne per flauto e due pianoforti.
- 1964: Hommage à Rameau, per due pianoforti e quattro percussioni.
- 1972: Sonate champêtre, per oboe, clarinetto, fagotto e pianoforte.
- 1975: Allegretto per Tre clarinetti (o trombe o sassofoni) e pianoforte.
- 1976-77: Sérénade in la mineur, per quattro legni e pianoforte o clavicembalo.
- 1978: Trio per violino, violoncello e pianoforte.
- 1979: Corale e due variazioni per legni o quintetto d'ottoni.

Minuetto in fa per oboe, clarinetto, fagotto e pianoforte.
Sarabande per due strumenti o pianoforte.

#### Duo (con pianoforte)
- 1913: Berceuse per violino e pianoforte.
- 1921: Première Sonate per violino e pianoforte.
- 1924: Adagio, per violino e pianoforte.
- 1934: Largo, per violino e pianoforte.
- 1942: Pastorale per violino e pianoforte.
- 1946: Intermezzo per flauto e pianoforte.
- 1951: Deuxième Sonate per violino e pianoforte.
- 1972: Forlane, per flauto e pianoforte.
- 1973: Sonatine per violino e pianoforte.

Arabesque, per clarinetto e pianoforte.;
Corale per tromba e pianoforte.
Gaillarde per tromba e pianoforte.
Rondo per oboe e pianoforte.
- 1975: Minuetto per oboe (clarinetto o sassofono) e pianoforte.

### Composizioni per strumento solista

#### Pianoforte
- 1909: Impromptu per pianoforte.
- 1910: Premières Prouesses, per pianoforte a quattro mani.
- 1913: Romance per pianoforte.
- 1918: Image, per pianoforte a quattro mani.
- 1919: Pastorale per pianoforte (contenuta nell'Album des six).
- 1920: Très Vite, per pianoforte.

Hommage à Debussy, per pianoforte.
Fandango, per due pianoforti.
- 1928: due Valses per due pianoforti.

Pastorale in la b, per pianoforte.
Sicilienne, per pianoforte.
- 1929: Pastorale in do, per pianoforte.

Pastorale inca, per pianoforte.
- 1936: Cadences per le concerto per pianoforte no 22 de Mozart.

Cadences per le concerto no 15 per pianoforte de Haydn.
- 1937: Au pavillion d'Alsace, per pianoforte.
- 1943: Deux Danses du marin de Bolivar, per pianoforte.
- 1946: Intermezzo per due pianoforti.
- 1951(?)          Chant chinois, per pianoforte.
- 1951: Il était un petit navire, suite per due pianoforti.
- 1952: Seule dans la forêt, per pianoforte.

Dans la clairière, per pianoforte;
Valse per le funambule, per pianoforte;
- 1954: Charlie, valse per pianoforte.

Due pezzi per pianoforte (Larghetto, Valse lente).
L'Aigle des rues, suite per pianoforte.
- 1957: Toccata per due pianoforti.

Partita per pianoforte.
- 1972: Barbizon, per pianoforte.
- 1974: Sonate per due pianoforti.
- 1974-75: Sonate per pianoforte a quattro mani.
- 1975: Escarpolète, per pianoforte.

Singeries, per pianoforte.
Rondeau, per pianoforte
- 1975-78: Tre Sonatines per pianoforte.
- 1975-81: Douze Enfantines, per pianoforte.
- 1980: Suite Burlesque, per pianoforte a quattro mani

#### Pezzi per bambini
- 1952: La forêt enchantée, per pianoforte.
- 1953: Scènes de cirque, per pianoforte.
- 1955:  Pages choisies d'hier e d'aujourd'hui, per pianoforte.
- 1958: Printemps musical, per pianoforte.
- 1962: Jardin d'enfants, II, per pianoforte.
- 1971: Premier recital, per pianoforte.
- 1981: Musique des jours heureux, per pianoforte.

### Altri strumenti solisti
- 1910: Morceau de lecture per arpa.
- 1913-17: Le Petit Livre de arpa de Mme Tardieu.
- 1953: Sonate per arpa.
- 1957: Sonate per clarinetto solo.
- 1964: Sonata alla Scarlatti, per arpa.
- 1977: Nocturne per organo.

### Musica vocale
- 1925: Berceuse du petit éléphant, per voce solo, coro e corni.

Ban'da, per coro e orchestra.
- 1928: Nocturne per due baritoni e ensemble.
- 1938: Cantate de Narcisse, per baritono Martin, soprano, coro, archi e timpani.
- 1952-55: Neuf Chansons du folklore de France, per voce e pianoforte o piccolo ensemble (in collaborazione Denise Centore)
- 1977: Ave Maria, per coro.
- 1977: Aube, per soprano solo, coro e pianoforte.

#### Melodie
- 1929: Six Chansons françaises (testi del XV, XVII e XVIII secolo), per voce e pianoforte.
- 1929: Vocalise-étude, per soprano e pianoforte.
- 1934: La Chasse à l'enfant, per voce e pianoforte (su un testo di Jacques Prévert).

La Chanson de l'éléphant, per voce e pianoforte.
due Sonnets de Lord Byron, per soprano e pianoforte (su un testo di Lord Byron).
- 1935: Chanson de Firmin, per voce e pianoforte (da un testo d'Henri Jeanson).
- 1949: Paris sentimental, ciclo di sei melodie per voce e pianoforte (su un testo di Marthe Lacloche).
- 1955: C'est facile à dire (A. Burgaud), per voce e pianoforte.

Déjeuner sur l'herbe, per voce e pianoforte (su un testo di Claude Marcy).
L'Enfant, per voce e pianoforte (su un testo di Claude Marcy);
Il avait une barbe noire, per voce e pianoforte (su un testo di Claude Marcy).
Une rouille à l'arsenic, per voce e pianoforte (su un testo di Denise Centore).
La Rue Chagrin (Centore), per voce e pianoforte.
- 1962: Pancarte per une porte d'entrée, ciclo di 12 melodie, per voce e pianoforte (su un testo di Robert Pinget).
- 1963: L'Adieu du cavalier, in memoriam Francis Poulenc, per voce e pianoforte (su un testo di Guillaume Apollinaire).
- 1977: Tre Chansons de Jean Tardieu, per voce e pianoforte (su un testo di Jean Tardieu).

Un Bateau in chocolat, per voce e pianoforte (su un testo di Jean Tardieu).
- 1982: Vingt Leçons de solfège, per voce e pianoforte.

### Musica da film
- 1935: Les Souliers (in collaborazione con Devred).
- 1937: Provincia (documental, Cloche).

Symphonie graphique (Cloche).
Sur les routes d'acier (documental, B. Peskine).
Terre d'effort e de liberté (documental, M. Cloche).
Ces dames aux chapeaux verts (Cloche).
- 1938: Le Petit Chose (Cloche).
- 1940: Bretagne (documental, J. Epstein).
- 1941: Les due Timides (Y. Allégret).
- 1946: Coïncidences (S. Debecque).

Torrents (S. de Poligny) (in collaborazione con G. Auric)
- 1950: Les Marchés du Sud.

Cher vieux Paris! (M. de Gastyne).
- 1952: Le Roi de la Création (M. de Gastyne).

Caroline au pays natal (Gastyne).
Caroline au palais (Gastyne).
- 1953: Caroline fait du cinéma (Gastyne).

Cher vieux Paris (M. de Gastyne).
Caroline du Sud (M. de Gastyne).
- 1953?            Entre due guerres.
- 1956: L'Homme, notre ami (M. de Gastyne).

Le Travail fait par le patron (G. Roze).
- 1957: Les plus Beaux jours (M. de Gastyne).

Tante Chinoise e les autres, musica da film per flauto solo.
Robinson (M. de Gastyne)
- 1960: Les Requins sur nos côtes (Documental, Bollore).

La Rentrée des foins (G. Jarlot).
- 1961: Les Grandes Personnes (J. Valère).
- 1970: Impressionnisme, per flauto, due pianoforti e contrabbasso, musica da film.
- 1975: Pièmont des Pyrenées françaises.

### Documentari e opere per la TV
- 1933: La croisière jaune (L. Poirier).
- 1938: Le Jura o Terre d'effort e de liberté (Cloche)
- 1950: Ce siècle à 50 ans (N. Védrès).

Impressions: Soleil levant (A. Daumant).
- 1953: Gavarni e son temps, musica per la televisione.
- 1960: Temps de pose, musica per la televisione.
- 1962: Au paradis con les ânes, musica per la televisione (su un testo di Francis Jammes).
- 1964: Sans Merveille (M. Mitrani), musica per la televisione.

Évariste Gallois o L'Éloge des mathématiques (A. Astruc), musica per la televisione.;
- 1966: Anatole (Valère), musica per la televisione.

### Opere radiofoniche
- 1946: Les Confidences d'un microphone (M. Courmes), per pianoforte (musica per la radio).
- 1952: Conférence des animaux, musica per la radio.
- 1955: Ici la voce, musica per la radio per orchestra.
- 1957: Adalbert, musica per la radio.
- 1957: Histoires secrètes, musica per la radio.
- 1959: Mémoires d'une bergère (P. Jullian) (RTF, 22 dicembre 1959), musica per la radio.

## Catalogo cronologico
- 1909: Impromptu per pianoforte.
- 1910: Premières Prouesses, per pianoforte a quattro mani.
- 1910: Morceau de lecture per arpa;
- 1912: Fantaisie sur un thème de G. Cassade, per quintetto con pianoforte.
- 1913: Berceuse per violino e pianoforte.
- 1913: Romance per pianoforte.
- 1913-1917: Le Petit Livre de arpa de Mme Tardieu.
- 1917: Jeux de plein air, per due pianoforti o orchestra.
- 1917-1919: Quartetto d'archi.
- 1917: Calme e sans lenteur, per violino, violoncello e pianoforte.
- 1918: Image, per flauto, pianoforte, pianoforte e archi.
- 1918: Image, per pianoforte a quattro mani.
- 1919: Pastorale per pianoforte.
- 1920: Morceau symphonique, per pianoforte e orchestra.
- 1920: Très Vite, per pianoforte.
- 1920: Hommage à Debussy, per pianoforte.
- 1920: Ballade, per pianoforte e orchestra.
- 1920: Fandango, per due pianoforti.
- 1921: Les Mariés de la Tour Eiffel : Quadrille-Valse des Dépêches, per orchestra.
- 1921: Première Sonate per violino e pianoforte.
- 1923: Le Marchand d'Oiseaux, Balletto per orchestra.
- 1923: Concerto no 1 per pianoforte e orchestra.
- 1924: Adagio, per violino e pianoforte;
- 1925: Berceuse du petit éléphant, per voce solo, coro e cors;
- 1925: Mon Cousin de Cayenne, per ensemble;
- 1925: Ban'da, per coro e orchestra;
- 1927: Concertino per arpa e orchestra;
- 1927: Sous le rempart d'Athènes, per orchestra;
- 1928: due Valses per due pianoforti;
- 1928: Pastorale in la b, per pianoforte;
- 1928: Sicilienne, per pianoforte;
- 1928: Nocturne per due baritoni e ensemble;
- 1929: La Nouvelle Cythère, per due pianoforti o orchestra;
- 1929: Six Chansons françaises, per voce e pianoforte;
- 1929: Pastorale in ut, per pianoforte.
- 1929: Pastorale inca, per pianoforte.
- 1929: Vocalise-étude, per soprano e pianoforte;
- 1930: Fleurs de France, per pianoforte o orchestra à archi;
- 1931: Zoulaïna, opéra comique (su un testo di Charles Hirsch);
- 1932: Ouverture, per orchestra;
- 1934: Largo, per violino e pianoforte;
- 1934: La Chasse à l'enfant, per voce e pianoforte (su un testo di Jacques Prévert);
- 1934: La Chanson de l'éléphant, per voce e pianoforte;
- 1934: due Sonnets de Lord Byron, per soprano e pianoforte (su un testo di Lord Byron);
- 1934: Concerto per due pianoforti, coro, sassofoni e orchestra;
- 1935: Divertissement dans le style Louis Quinze, per orchestra;
- 1935: Les Souliers, musica da film;
- 1935: Chanson de Firmin, per voce e pianoforte (da un testo d'Henri Jeanson);
- 1936: Cadences per le concerto per pianoforte no 22 de Mozart;
- 1936: Cadences per le concerto no 15 per pianoforte de Haydn;
- 1937: Concerto per violino e orchestra;
- 1937: Au pavillion d'Alsace, per pianoforte;
- 1937: Provincia, musica da film;
- 1937: Symphonie graphique, musica da film;
- 1937: Sur les routes d'acier, musica da film;
- 1937: Terre d'effort e de liberté, musica da film;
- 1937: Ces dames aux chapeaux verts, musica da film;
- 1938: Cantate de Narcisse, per baritono Martin, soprano, coro, archi e timpani;
- 1938: Le Petit Chose, musica da film;
- 1939: Prélude e fuga, per organo, con tromba e trombone, ad lib.;
- 1940: Bretagne, musica da film;
- 1941: Les due Timides, musica da film;
- 1942: Tre Études per pianoforte e orchestra;
- 1942: Pastorale per violino e pianoforte;
- 1943: due Danses du marin de Bolivar, per pianoforte;
- 1946: Les Confidences d'un microphone, per pianoforte (musica per la radio);
- 1946: Intermezzo per due pianoforti;
- 1946: Intermezzo per flauto e pianoforte;
- 1946: Coïncidences, (musica da film);
- 1948: Paris-Magie, Balletto per orchestra o due pianoforti;
- 1949: Quadrille, Balletto per orchestra;
- 1949: Paysages de France, suite per orchestra;
- 1949: Paris sentimental, per voce e pianoforte (su un testo di Marthe Lacloche);
- 1950: Les Marchés du Sud, (musica da film);
- 1951: Deuxième Sonate per violino e pianoforte;
- 1951: Parfums, comédie musicale;
- 1951: Il était un petit navire, opéra comique (su un testo di Henri Jeanson);
- 1951: Il était un petit navire, suite per due pianoforti.
- 1951-54: La Bohème éternelle, musique de théâtre.
- 1951(?) Chant chinois, per pianoforte.
- 1951: Concerto no 2 per pianoforte e orchestra.
- 1952: Sarabande de La Guirlande de Campra, per orchestra.
- 1952: Seule dans la forêt, per pianoforte;
- 1952: Dans la clairière, per pianoforte;
- 1952: Concertino per flauto, pianoforte e orchestra à archi.
- 1952: Sicilienne per flauto e due pianoforti.
- 1952: Le Roi de la Création, musica da film.
- 1952: Valse per le funambule, per pianoforte.
- 1952: Caroline au pays natal, musica da film.
- 1952: Caroline au palais, musica da film.
- 1952: Conférence des animaux, musica per la radio.
- 1953: Caroline fait du cinéma, musica da film.
- 1953: Cher vieux Paris, musica da film.
- 1953: Caroline du Sud, musica da film.
- 1953: Gavarni e son temps, musica per la televisione.
- 1953: Parisiana, Balletto per orchestra.
- 1953: Sonate per arpa.
- 1953? Entre due guerres, musica da film.
- 1954: L'Aigle des rues, suite per pianoforte;
- 1954: fuga per orchestra.
- 1954: Charlie, valse per pianoforte.
- 1954: due Pièces per pianoforte.
- 1955: Une rouille à l'arsenic, per voce e pianoforte (su un testo di Denise Centore);
- 1955: La Rue Chagrin, per voce e pianoforte.
- 1955: Du style galant au style méchant, quattro opéras de poche (Le Bel Ambitieux, La Fille d'opéra, Monsieur Petitpois achète un château, La Pauvre Eugénie).
- 1955: Ici la voce, musica per la radio per orchestra.
- 1955: C'est facile à dire, per voce e pianoforte.
- 1955: Déjeuner sur l'herbe, per voce e pianoforte (su un testo di Claude Marcy).
- 1955: L'Enfant, per voce e pianoforte (su un testo di Claude Marcy).
- 1955: Il avait une barbe noire, per voce e pianoforte (su un testo di Claude Marcy).
- 1956: Concerto des vaines paroles, per baritono, pianoforte e orchestra (su un testo di Jean Tardieu).
- 1956: L'Homme, notre ami, musica da film.
- 1956: Le Travail fait le patron, musica da film.
- 1957: Les plus Beaux jours, musica da film.
- 1957: Histoires secrètes, musica per la radio.
- 1957: Petite Suite per orchestra.
- 1957: La Petite Sirène, opéra (su un testo di Philippe Soupault).
- 1957: Sonate per clarinetto solo.
- 1957: Adalbert, musica per la radio.
- 1957: Toccata per due pianoforti.
- 1957: Partita per pianoforte;
- 1957: Tante Chinoise e les autres, musica da film per flauto solo;
- 1959: Mémoires d'une bergère, musica per la radio;
- 1959: Le Maître, opéra de chambre (da un testo d'Eugène Ionesco);
- 1960: Temps de pose, musica per la televisione;
- 1960: La Rentrée des foins,;
- 1960: Les Requins sur nos côtes, musica da film;
- 1961: Les Grandes Personnes, musica da film;
- 1962: Au paradis con les ânes, musica per la televisione (su un testo di Francis Jammes).
- 1962: Pancarte per une porte d'entrée, per voce e pianoforte (su un testo di Robert Pinget).
- 1962: Partita per oboe, clarinetto, fagotto e archi.
- 1963: L'Adieu du cavalier, in memoriam Francis Poulenc, per voce e pianoforte (su un testo di Guillaume Apollinaire).
- 1964: Évariste Gallois o L'Éloge des mathématiques, musica per la televisione.
- 1964: Hommage à Rameau, per due pianoforti e quattro percussioni.
- 1964: Sans Merveille, musica per la televisione.
- 1964: Sonata alla Scarlatti, per arpa.
- 1964? Concerto per due chitarre e orchestra.
- 1966: Anatole, musica per la televisione.
- 1969: Amertume, per flauto, oboe, clarinetto, corno, arpa e archi.
- 1969: Angoisse, per orchestra da camera.
- 1969: Entonnement, per oboe, arpa, pinaoforte e archi.
- 1969: Jacasseries, per flauto, oboe, clarinetto, violoncello, arpa e archi.
- 1970: Impressionnisme, per flauto, due pianoforti e contrebasse, musica da film.
- 1972: Barbizon, per pianoforte.
- 1972: Forlane, per flauto e pianoforte.
- 1972: Sonate champêtre, per oboe, clarinetto, fagotto e pianoforte.
- 1973: Arabesque, per clarinetto e pianoforte.
- 1973: Corale per tromba e pianoforte.
- 1973: Gaillarde per tromba e pianoforte.
- 1973: Rondo per oboe e pianoforte.
- 1973: Sonatine per violino e pianoforte.
- 1974: Sonate per due pianoforti;
- 1974-75: Sonate per pianoforte a quattro mani;
- 1974-75: Sinfonietta per tromba, timpani e archi;
- 1975: Allegretto per Tre clarinetti (o trombe o sassofoni) e pianoforte;
- 1975: Escarpolète, per pianoforte.
- 1975: Minuetto per oboe (clarinetto o saxophone) e pianoforte.
- 1975: Pièmont des Pyrenées françaises, musica da film.
- 1975: Singeries, per pianoforte.
- 1975-1981: Enfantines, per pianoforte;
- 1975-78: Tre Sonatines per pianoforte;
- 1976: Corale e fuga per orchestra d'harmonie (orchestrazione Paul Wehage);
- 1976: Marche per orchestra d'harmonie (orchestrazione Désiré Dondeyne).
- 1976-77: Sérénade in la mineur, per quattro legni e pianoforte o clavicembalo;
- 1977: Aube, per soprano solo, coro e pianoforte;
- 1977: Nocturne per organo;
- 1977: Suite divertimento, per pianoforte o orchestra d'harmonie;
- 1977: Tre Chansons de Jean Tardieu, per voce e pianoforte (su un testo di Jean Tardieu);
- 1977: Un Bateau in chocolat, per voce e pianoforte (su un testo di Jean Tardieu);
- 1978: Trio per violino, violoncello e pianoforte;
- 1979: Corale e due variazioni per legni o quintette de cuivres;
- 1979: Corale e variazioni per due pianoforti o orchestra;
- 1979: Minuetto in fa per oboe, clarinetto, fagotto e pianoforte;
- 1979: Sarabande per due strumenti o pianoforte;
- 1980: Suite burlesque, per pianoforte a quattro mani;
- 1981: Concerto de la fidelité, per soprano e orchestra;
- 1982: Vingt Leçons de solfège, per voce e pianoforte.